# Hypognatha
Hypognatha – rodzaj pająków z rodziny krzyżakowatych (Araneidae).

## Zasięg występowania
Rodzaj Hypognatha obejmuje gatunki występujące w Ameryce Centralnej i Południowej – od Kostaryki po Argentynę.

## Systematyka
Rodzaj ten opisał w 1839 roku francuski entomolog Félix Édouard Guérin-Méneville. 30 gatunków tego rodzaju opisał Herbert Walter Levi.

### Podział systematyczny
Do rodzaju należy 38 opisanych gatunków:

- Hypognatha alho Levi, 1996 – Brazylia
- Hypognatha belem Levi, 1996 – Brazylia
- Hypognatha cacau Levi, 1996 – Peru, Brazylia
- Hypognatha cambara Levi, 1996 – Brazylia
- Hypognatha carpish Levi, 1996 – Peru
- Hypognatha colosso Levi, 1996 – Kolumbia, Brazylia
- Hypognatha coyo Levi, 1996 – Kolumbia
- Hypognatha cryptocephala Mello-Leitão, 1947 – Brazylia
- Hypognatha deplanata (Taczanowski, 1873) – Brazylia, Gujana Francuska
- Hypognatha divuca Levi, 1996 – Peru
- Hypognatha elaborata Chickering, 1953 – Kostaryka, Panama, Kolumbia
- Hypognatha furcifera (O. Pickard-Cambridge, 1881) – Brazylia
- Hypognatha ica Levi, 1996 – Kolumbia, Brazylia
- Hypognatha ituara Levi, 1996 – Brazylia
- Hypognatha jacaze Levi, 1996 – Brazylia
- Hypognatha janauari Levi, 1996 – Brazylia
- Hypognatha lagoas Levi, 1996 – Brazylia
- Hypognatha lamoka Levi, 1996 – Wenezuela
- Hypognatha maranon Levi, 1996 – Peru
- Hypognatha maria Levi, 1996 – Peru
- Hypognatha matisia Levi, 1996 – Peru
- Hypognatha mirandaribeiroi Soares & Camargo, 1948 – Brazylia
- Hypognatha mozamba Levi, 1996 – Kolumbia, Ekwador, Peru, Brazylia
- Hypognatha nasuta O. Pickard-Cambridge, 1896 – Meksyk
- Hypognatha navio Levi, 1996 – Wenezuela, Brazylia
- Hypognatha pereiroi Levi, 1996 – Brazylia
- Hypognatha putumayo Levi, 1996 – Kolumbia, Ekwador
- Hypognatha rancho Levi, 1996 – Wenezuela
- Hypognatha saut Levi, 1996 – Gujana Francuska
- Hypognatha scutata (Perty, 1833) – od Trynidadu i Tobago do Argentyny
- Hypognatha solimoes Levi, 1996 – Brazylia
- Hypognatha tampo Levi, 1996 – Peru
- Hypognatha testudinaria (Taczanowski, 1879) – Peru
- Hypognatha tingo Levi, 1996 – Peru
- Hypognatha tocantins Levi, 1996 – Brazylia
- Hypognatha triunfo Levi, 1996 – Brazylia
- Hypognatha utari Levi, 1996 – Brazylia
- Hypognatha viamao Levi, 1996 – Brazylia